# 大叶千斤拔
大叶千斤拔（学名：Flemingia macrophylla）又名大葉佛來明豆，为豆科千斤拔属下的一个种。分布于孟加拉国、不丹、柬埔寨、印度、印度尼西亚、老挝、马来西亚、缅甸、尼泊尔、泰国、越南、台湾，以及中国大陆的福建、广东、广西、贵州、海南、江西、四川、西藏和云南。

## 扩展阅读
- 維基物種上的相關：大叶千斤拔